# Castillo de Foncastín
El castillo de Foncastín se encuentra en la localidad que le da su nombre, perteneciente al municipio de Rueda en la provincia de Valladolid (Castilla y León, España). Data del siglo XV y se construyó siguiendo el modelo de castillo llamado escuela de Valladolid. En la actualidad apenas quedan algunos restos.

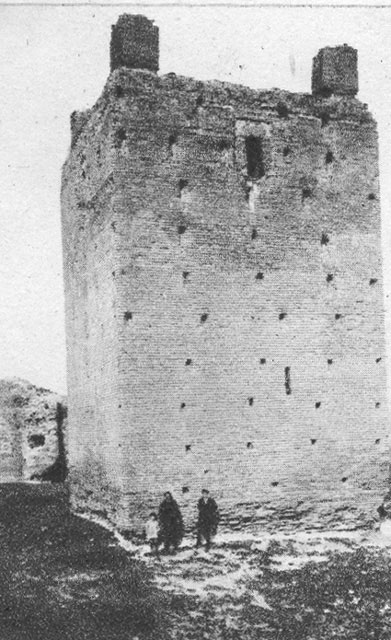
Castillo, primera mitad del.